# Nga Tiến
Nga Tiến là một xã thuộc huyện Nga Sơn, tỉnh Thanh Hóa, Việt Nam.

## Thông tin địa lý
Xã Nga Tiến có diện tích: 5,79 km². Theo Tổng điều tra dân số năm 1999, xã Nga Tiến có dân số 5.402 người.
Xã Nga Tiến nằm ở phía đông huyện Nga Sơn. Địa giới hành chính như sau: 
- Phía đông giáp thị trấn Bình Minh và xã Kim Hải, huyện Kim Sơn, tỉnh Ninh Bình (ranh giới tự nhiên là sông Càn);
- Phía nam giáp xã Kim Hải, Kim Sơn, huyện Kim Sơn và xã Nga Tân, huyện Nga Sơn;
- Phía tây giáp các xã Nga Tân và Nga Liên, huyện Nga Sơn;
- Phía bắc giáp các xã Nga Liên và Nga Thái, huyện Nga Sơn.

## Hành chính
Xã Nga Tiến được thành lập năm 1966 từ một số phần lãnh thổ của các xã Tân An, Tân Giáp và Tân Thành.
Năm 1977, huyện Nga Sơn sáp nhập với huyện Hà Trung thành huyện Trung Sơn, xã Nga Tiến thuộc huyện Trung Sơn. Năm 1982 huyện Trung Sơn chia tách thành hai huyện như cũ, xã Nga Tiến lại thuộc huyện Nga Sơn.
Năm 2018, thực hiện quyết định của UBND tỉnh Thanh Hóa và UBND huyện Nga Sơn quyết định sáp nhập lại các xóm của xã Nga Tiến.
- Sáp nhập xóm 1 và xóm 2 thành thôn 1.
- Sáp nhập xóm 3 và xóm 4 thành thôn 2.
- Sáp nhập xóm 5 và xóm 6 thành thôn 3.
- Đổi tên xóm 7 thành thôn 4.
- Đổi tên xóm 8 thành thôn 5.
- Đổi tên xóm 9 thành thôn 6.
- Đổi tên xóm 10 thành thôn 7.